# Arabis scabra
Arabis scabra é uma espécie de planta com flor da família Brassicaceae. É nativa da região de Bristol, na Inglaterra, incluindo o Desfiladeiro Avon. Ela cresce em solos rasos, solos de seixo, e escarpas rochosas. A espécie foi introduzida em outros locais da Inglaterra, normalmente com populações de curta duração, com a exceção de Combwich, onde ela ainda pode ser encontrada.